# Molophilus picticeps
Molophilus picticeps là một loài ruồi trong họ Limoniidae. Chúng phân bố ở miền Australasia.